# Жакибаев, Темирлан Канатович
Темирлан Канатович Жакибаев (род. 07 мая 1998, Караганда) — казахстанский хоккеист.

## Биография
Воспитанник карагандинской хоккейной школы.
Карьеру начал в 2011 году в хоккейном клубе «Юность»(Караганда).
В 2010—2011 году по итогам выступления в республиканском турнире «Жулдызша» «золотой» призёр в составе ХК «Юность»(Караганда).
5 кратный Чемпион Казахстана среди юношей 1998 года, «бронзовый» призёр Первенства России региона Сибирь-Д.Восток сезона 2011—2012 года, «серебряный» призёр Первенства России региона Сибирь-Д.Восток сезона 2012—2013 года, а также неоднократный победитель республиканских и международных турниров в составе хоккейного клуба «Юность»(Караганда).
В 2015 году в Усть-Каменогорске проходил Международный турнир среди юниоров Памяти Бориса Александрова где карагандинская команда «Юность» стала «золотым» призёром.
Участвовал в Чемпионате Казахстана 2016/2017 в составе темиртауского хоккейного клуба «Темиртау» и в Кубке Казахстана в составе хоккейного клуба «Бейбарыс»(Атырау).
«Бронзовый» призёр Чемпионата Казахстана в сезоне 2017—2018 в составе атырауского хоккейного клуба «Бейбарыс».
В сезоне 2018—2019 хоккеист перешёл в алматинский хоккейный клуб «Алматы» и в их составе участвовал в Регулярном Чемпиона Казахстана 2018/2019.